# Mischocyttarus xanthocerus
Mischocyttarus xanthocerus är en getingart som beskrevs av Richards 1945. Mischocyttarus xanthocerus ingår i släktet Mischocyttarus och familjen getingar. Inga underarter finns listade i Catalogue of Life.